# ピート・クリストリーブ
ピート・クリストリーブ（Pete Christlieb、1945年2月16日 - ）は、アメリカのジャズ・サクソフォーン奏者。

## 経歴
カリフォルニア州ロサンゼルス出身。父はファゴット奏者として活躍したミュージシャンのドン・クリストリーブ。
ルイ・ベルソン、チェット・ベイカー、ウディ・ハーマン、カウント・ベイシー、トム・ウェイツ、ナタリー・コール、クインシー・ジョーンズ、スティーリー・ダン、ウォーン・マーシュ、ドク・セヴェリンセン率いるザ・トゥナイト・ショー・オーケストラ、ボブ・フロレンス、フランク・マントゥース、ゲイリー・アーウィン、フィル・ケリー、ビル・ホルマンなど、数多くのミュージシャンとの共演実績を持つ。
スティーリー・ダンのアルバム『彩（エイジャ）』収録のヒット曲「ディーコン・ブルース」やナタリー・コールのグラミー賞受賞作となったアルバム『アンフォゲッタブル』ではテナーサックスのソロ・パートを担当した。また、1978年のコメディ映画『FM』の主題歌「FM (No Static at All)」（演奏: スティーリー・ダン）でもソロ・パートを演奏した。
近年は、妻のリンダ・スモールとともに結成した11人編成のグループ「トール & スモール・バンド」のほか、ビル・ホルマン・オーケストラ、そして自身がリーダーを務めるカルテットで活躍している。
また、クリストリーブはプロのドラッグレース・チームのオーナーでもある。アメリカ南西部をはじめ全国で多くのレースに参加し、全国選手権で2度のクラス優勝実績がある。
1998年には、テレビシリーズ『スタートレック:ディープ・スペース・ナイン』の第6シーズンで放映されたエピソード（第144話）に、ジャズ・ミュージシャン役として出演した。